# Běloruská pravoslavná církev
Běloruská pravoslavná církev nebo Běloruský exarchát Moskevského patriarchátu (БПЦ - česky BPC) je kanonická církev která je součástí Ruské pravoslavné církve.

## Historie
Archijerejský sobor Ruské pravoslavné církve, konaný 9. října až 11. října 1989 vytvořil Běloruský exarchát Moskevského patriarchátu.
Dne 16. října 1989 Svatý synod v souladu s definicemi Archiejerejského sobora, dohodl: že exarcha bude mít titul Metropolita Minský a Grodněnský, Patriarchální exarcha Běloruska.
Usnesení Synodu Běloruského exarchátu z 6. února 1992, schválené vyhláškou Svatého synodu Ruské pravoslavné církve byla Minská eparchie reorganizována a geograficky omezena na Minskou oblast.

## Struktura a řízení
Církevní a právní postavení církve je upraveno v hlavě IX Ústavy Ruské pravoslavné církve. Běloruská církev má vlastní autonomii a řídí se synodem, který se skládá z patriarchálního exarchy a všech archijerejů exarchátu. Patriarchální exarcha nosí titul Metropolita Minský a Zaslavský, patriarchální exarcha celého Běloruska.

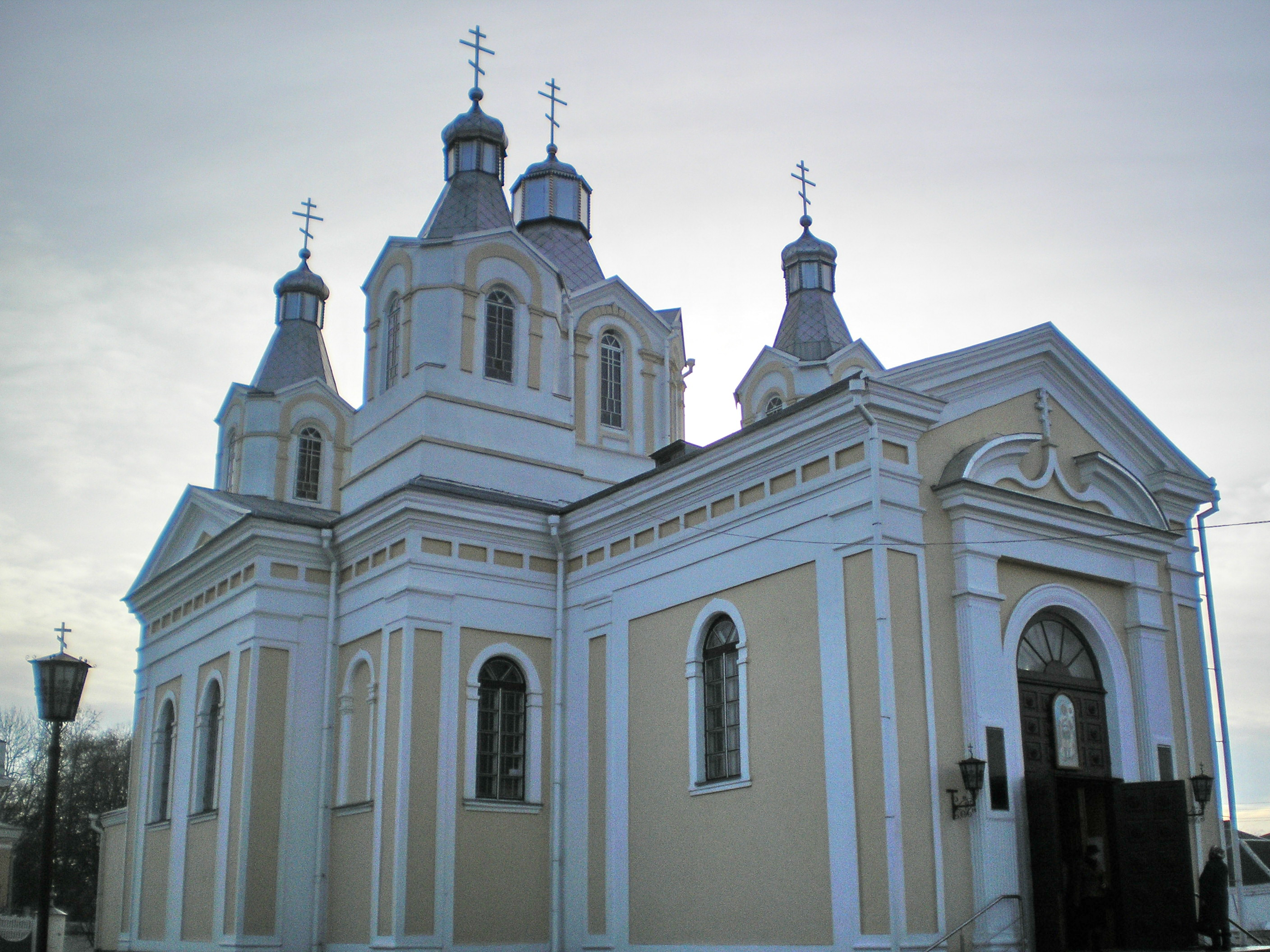
Chrám Alexandra Něvského v Kobrynu

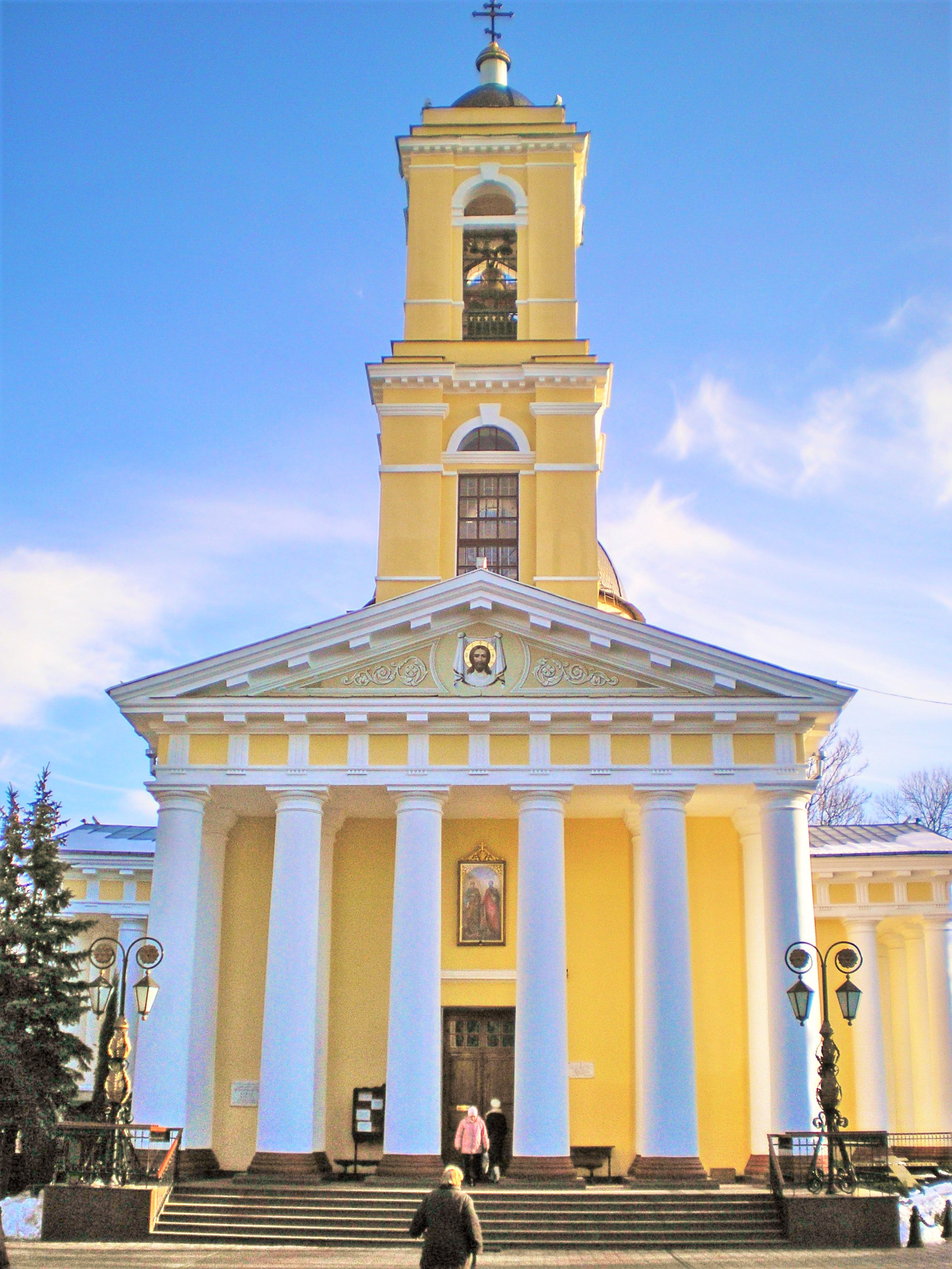
Chrám svatých Petra a Pavla v Homelu

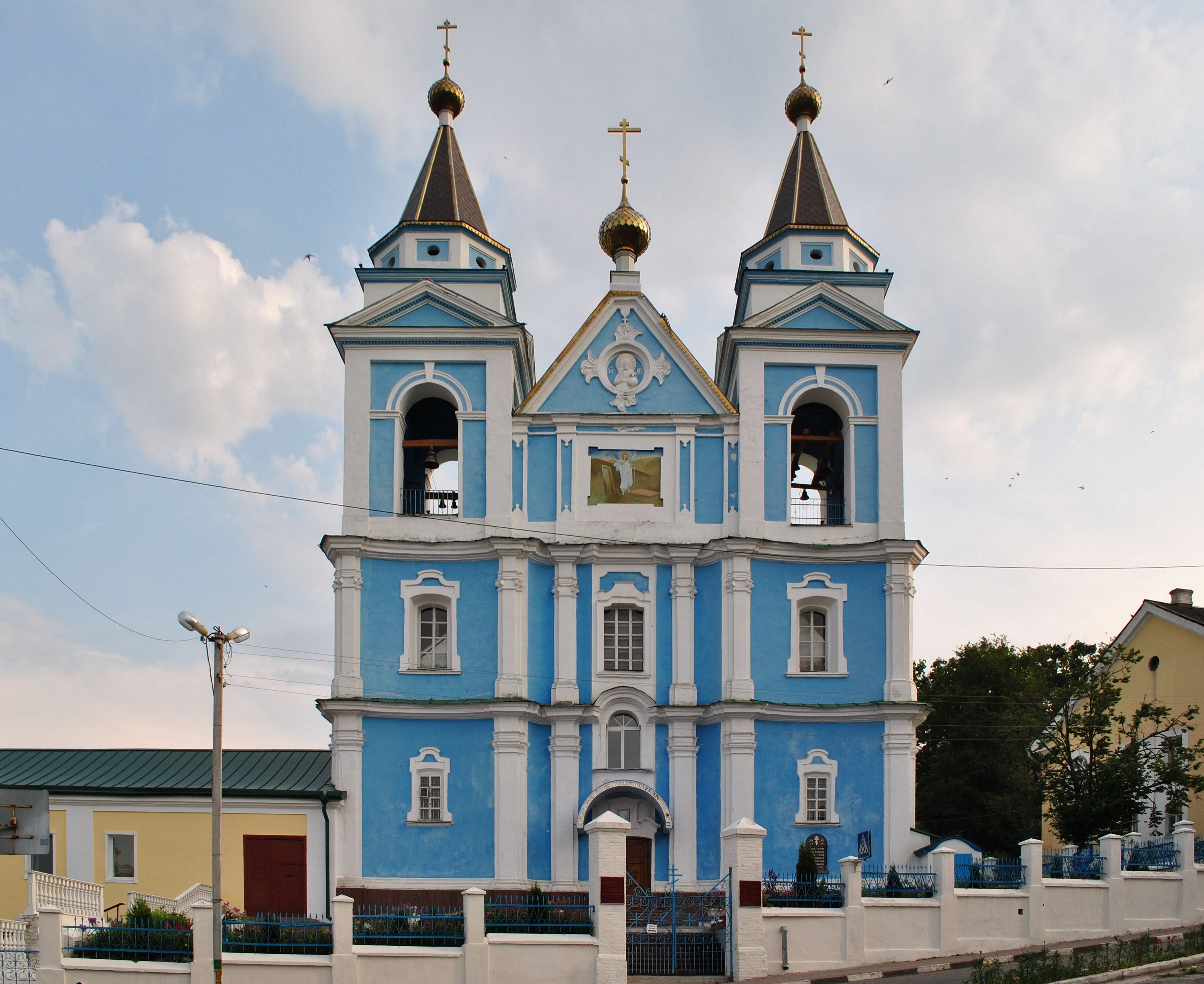
Chrám svatého archanděla Michaela v Mazyru

Rozděluje se do těchto eparchií:

### Brestská oblast
- Eparchie Brest a Kobryn
- Eparchie Pinsk a Luninec

### Vitebská oblast
- Eparchie Vitebsk a Orša
- Eparchie Polock a Hlybokaje

### Homelská oblast
- Eparchie Homel a Žlobin
- Eparchie Turov a Mazyr

### Hrodenská oblast
- Eparchie Grodno a Vaŭkavysk
- Eoarchie Novogrodek a Slonim
- Eparchie Lida a Smarhoň

### Minská oblast
- Eparchie Minsk
- Eparchie Barysaŭ
- Eparchie Maladzečna
- Eparchie Sluck

### Mohylevská oblast
- Eparchie Mohylev a Mscislaŭ
- Eparchie Babrujsk a Bychaŭ

## Seznam exarchů
- Filaret (Vachromějev) (1978–2013)
- Pavel (Ponomarjov) (2013–2020)
- Benjamin (Tupieka) (od r. 2020)